# Выборы губернатора Ханты-Мансийского автономного округа (2000)
Досрочные выборы губернатора Ханты-Мансийского автономного округа состоялись в Ханты-Мансийском автономном округе 26 марта 2000 года в период выборов глав регионов, одновременно с досрочными выборами Президента России. По их результатам в первом туре с 90,82 % голосов избирателей уверенную победу одержал действующий губернатор Ханты-Мансийского автономного округа Александр Филипенко, не встретив серьёзной конкуренции.
Являются последними прямыми губернаторскими выборами Ханты-Мансийского автономного округа. В дальнейшем выборы губернаторов в России были отменены, 11 декабря 2004 года президент России Владимир Путин подписал федеральный закон, согласно которому в России начал действовать новый порядок избрания губернаторов: главу субъекта России по представлению президента утверждал законодательный орган региона. Несмотря на то, что прямые выборы губернаторов России были вновь узаконены в 2012 году, 19 ноября 2014 года депутаты Думы Ханты-Мансийского автономного округа внесли поправки в Устав ХМАО — Югры, предусматривающие отмену прямых выборов главы автономии, заменяя на избрание парламентом ХМАО из числа трёх кандидатур, предложенных президентом России. Председатель окружной думы Борис Хохряков объяснил данное решение тем, что президентская вертикаль исполнительной власти должна укрепляться, и избрание стратегически важных регионов должно происходить по представлению Президента.

## Кандидаты
| Кандидат                       | Деятельность/должность (на момент выдвижения)               | Субъект выдвижения       | Статус          |
| ------------------------------ | ----------------------------------------------------------- | ------------------------ | --------------- |
| Валерий Иванович Абрамов       | временно неработающий                                       | выдвинут группой граждан | зарегистрирован |
| Сергей Александрович Кравец    | начальник рядового отдела подразделения ЮКОСа               | выдвинут группой граждан | зарегистрирован |
| Евгений Дмитриевич Остапенко   | временно неработающий                                       | выдвинут группой граждан | зарегистрирован |
| Александр Васильевич Филипенко | действующий губернатор Ханты-Мансийского автономного округа | выдвинут группой граждан | зарегистрирован |

## Результаты
| Место                       | Место                       | Кандидат                    | Голосов | %       |
| --------------------------- | --------------------------- | --------------------------- | ------- | ------- |
|                             | 1.                          | Александр Филипенко         | 555 351 | 90,82 % |
|                             | 2.                          | Валерий Абрамов             | 6374    | 1,04 %  |
|                             | 3.                          | Сергей Кравец               | 2986    | 0,49 %  |
|                             | 4.                          | Евгений Остапенко           | 2274    | 0,37 %  |
| Против всех                 | Против всех                 | Против всех                 | 36 310  | 5,94 %  |
| Действительных бюллетеней   | Действительных бюллетеней   | Действительных бюллетеней   | 603 295 | 98,66 % |
| Недействительных бюллетеней | Недействительных бюллетеней | Недействительных бюллетеней | 8202    | 1,34 %  |
| Всего                       | Всего                       | Всего                       | 611 497 | 100 %   |
| Общее число избирателей     | Общее число избирателей     | Общее число избирателей     | 902 140 |         |

Александр Филипенко победил во всех районах и городах автономного округа — наибольшую поддержку (около 98 %) он получил в Ханты-Мансийске, Ханты-Мансийском и Кондинском районах, менее 90 % голосов избирателей Филипенко набрал в Когалыме и Нефтеюганске.